# Astragalus flavocreatus
Astragalus flavocreatus är en ärtväxtart som beskrevs av Ivan Murray Johnston. Astragalus flavocreatus ingår i släktet vedlar, och familjen ärtväxter. Inga underarter finns listade i Catalogue of Life.